# Pardosa brunellii
Pardosa brunellii là một loài nhện trong họ Lycosidae.
Loài này thuộc chi Pardosa. Pardosa brunellii được Lodovico di Caporiacco miêu tả năm 1940.